# Bins

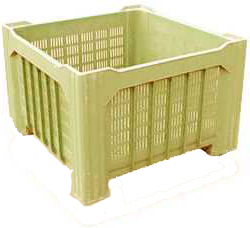
Un bins in plastica

Un bins (o agri-bins o cassa-pallet) è un contenitore impilabile ad uso agricolo adibito a stoccaggio, trasporto e conservazione in celle frigorifere dei prodotti ortofrutticoli. Può avere dimensioni variabili da medie a grandi e può essere fatto di legno o di materiale plastico rigido (polietilene ad alta densità/HDPE), con pareti laterali a gabbia per permettere l'aerazione del contenuto.
L'altezza delle pareti non supera mai il metro, in modo che il contenuto non possa essere disposto in un numero di strati tale da causare, per pressione, l'ammaccamento delle unità poste al livello inferiore. La base può essere di forma quadrata, ma più spesso è rettangolare, con misure compatibili con quelle del pallet europeo/EUR, per poter impilare i cassoni su pallet e movimentarli con transpallet e con carrello elevatore a forcella.
Il nome bins è un prestito linguistico dall'inglese; in italiano si è consolidato come invariabile con la "s" finale (corrispondente alla forma plurale inglese) anche quando usato al singolare.